# Peer Posipal
Peer Posipal (* 3. Juli 1962 in Hamburg) ist ein ehemaliger deutscher Fußballspieler.

## Laufbahn
Posipal spielte zunächst in der Jugend und bei den Amateuren des Hamburger SV. Mit 17 Jahren wurde er des Weiteren Trainingsspieler bei der HSV-Bundesligsmannschaft, ehe er 1982 einen Profivertrag beim damaligen Erstligisten Eintracht Braunschweig erhielt. Ausgehandelt hatte den Vertrag Uwe Seeler, ein Freund der Familie Posipal. Die Ablösesumme beim Wechsel nach Braunschweig betrug rund 50 000 D-Mark. In den ersten beiden Jahren seiner Karriere als Profi tat sich Posipal schwer, er kam auf lediglich neun Einsätze und war die meiste Zeit Reservist. Im Auswärtsspiel gegen seinen früheren Verein Hamburger SV im Oktober 1983 stand Posipal erstmals in der Bundesliga in der Braunschweiger Anfangsaufstellung. In der Saison 1984/85 gelang ihm der Durchbruch und er avancierte zum Stammspieler mit 21 Einsätzen. Allerdings stieg der Traditionsverein, durch finanzielle Schwierigkeiten arg gebeutelt, 1985 in die 2. Liga und 1987 sogar in die Oberliga Nord ab. Posipal erreichte 1988 den Wiederaufstieg mit der Eintracht in die 2. Liga und blieb bis 1989 bei den Braunschweigern. 
Er bestritt für die Eintracht 89 Spiele in der 2. Liga, davon 32 Spiele nach dem Wiederaufstieg 1988, und in der Saison 1987/88 27 Spiele in der Oberliga Nord. Er kam auch zu sechs Einsätzen für die Eintracht in der Aufstiegsrunde. Insgesamt spielte er 146 Mal in Ligaspielen für die Eintracht, in denen er 17 Tore (zwei in der Bundesliga, acht in der 2. Liga und sieben in der Oberliga) schoss. 1991 endete nach 30 Erst- und 158 Zweitligaspielen die Profilaufbahn des Abwehr- und Mittelfeldspielers.
1989 wechselte er von Braunschweig zum Zweitligaaufsteiger Preußen Münster, mit dem er 1991 in die Oberliga abstieg. 1992 verließ Posipal Münster und ging zum Hamburger Verbandsligisten ASV Bergedorf 85.

## Sonstiges
Peer Posipal ist der Sohn von Josef Posipal, der bei der Fußball-Weltmeisterschaft 1954 in der Schweiz mit der deutschen Nationalmannschaft den Titel gewann. 1992 übernahm Peer Posipal von seinem Vater dessen Möbelvertretung für Norddeutschland.
Sein Sohn Patrick Posipal (* 3. März 1988) spielte bis August 2008 in der zweiten Mannschaft des Hamburger SV, bevor er zu TuS Heeslingen wechselte. Danach war er ein Jahr lang für den FC Oberneuland aktiv, bevor er beim TSV Havelse in der Regionalliga Nord spielte. Ab der Saison 2016 stand er beim SV Meppen unter Vertrag.